# Thief II: The Metal Age
Thief II: The Metal Age es un videojuego de sigilo del año 2000 desarrollado por Looking Glass Studios y publicado por Eidos Interactives . Al igual que su predecesor Thief: The Dark Project, el juego sigue a Garrett, un maestro ladrón que trabaja en una metrópolis de temática steampunk llamada la Ciudad. El jugador asume el papel de Garrett mientras desentraña una conspiración relacionada con una nueva secta religiosa. Garrett asume misiones de robos y montajes, mientras trata de evitar que los guardias y la seguridad automatizada lo detecten.
Thief II fue diseñado a partir de la base de su predecesor. En respuesta a los comentarios de los jugadores de Thief, los desarrolladores se centraron en el sigilo urbano y minimizaron el uso de monstruos y niveles laberínticos. El juego se creó con la tercera iteración de Dark Engine, que se había utilizado anteriormente para desarrollar Thief y System Shock 2. Thief II se anunció en la Electronic Entertainment Expo de 1999, como parte de un contrato extendido entre Looking Glass y Eidos para lanzar juegos de la serie Thief. Looking Glass estuvo a punto de declararse en quiebra en varias ocasiones a medida que se desarrollaba el juego, y la empresa se mantuvo en funcionamiento gracias a los avances de Eidos.
Thief II recibió críticas positivas de los críticos y sus ventas iniciales fueron más sólidas que las de su predecesor. Sin embargo, las regalías del juego se procesaron lentamente, lo que agravó los problemas financieros de Looking Glass. Como resultado, la empresa cerró en mayo de 2000 y se cancelaron los planes para Thief III. El tercer juego de la serie, titulado Thief: Deadly Shadows, fue desarrollado por Ion Storm y publicado por Eidos en 2004. Thief 2X: Shadows of the Metal Age, un mod de expansión para Thief II ampliamente elogiado, fue lanzado en 2005. En 2014, Square Enix publicó un reinicio de la serie, desarrollado por Eidos Montréal.

## Gameplay

El jugador sostiene la cachiporra y se esconde en la sombra de un guardia que patrulla. El monitor de luz en la parte inferior central de la pantalla está completamente oscuro, lo que indica que el personaje del jugador no es visible para el enemigo.

Thief II es un juego de sigilo que tiene lugar desde una perspectiva en primera persona en un entorno gráfico tridimensional (3D). El jugador busca completar los objetivos de la misión y evadir la atención de los enemigos, como los guardias. Debe minimizar la visibilidad y la audibilidad del personaje jugador, Garrett, para escapar la detección. Los jugadores intentan evitar las áreas iluminadas y los suelos ruidosos en favor de las sombras y los suelos silenciosos. Un monitor de luz en la pantalla de visualización frontal (HUD) indica la visibilidad de Garret. Si bien es posible que el personaje del jugador participe en un combate directo, es fácilmente derrotado.
Las 15 misiones del juego tienen lugar en grandes niveles que se pueden enfrentar de múltiples maneras. Los guardias pueden ser noqueados con una cachiporra o asesinados con un arco o una espada, y sus cuerpos caídos pueden ser recogidos y escondidos. Además de enemigos humanos, el juego cuenta con autómatas de seguridad y cámaras de vigilancia. Mientras completa objetivos como trampas y chantajes, el jugador roba objetos de valor que pueden usarse para comprar equipo entre misiones. Las principales herramientas del jugador son flechas especializadas, que incluyen flechas de agua para apagar las luces, flechas de musgo para amortiguar los pasos, y flechas de cuerda para alcanzar un terreno más alto.
Thief II está diseñado para jugarse metódicamente y planificar con anticipación explorando, leyendo el mapa del juego y observando los patrones de patrulla. El personaje del jugador tiene un ojo mecánico con zoom, que se conecta a cámaras arrojadizas llamadas "Scouting Orb". Se puede desplegar un Orbe a la vez; cuando aterriza, el jugador ve el mundo del juego desde su perspectiva hasta que se reanuda el juego normal. El jugador puede escuchar ruidos, como pasos y murmullos, para determinar la ubicación de los enemigos. En el más alto de los tres niveles de dificultad del juego, matar humanos da como resultado el fin del juego, y en ciertas misiones el jugador no debe noquear a ningún guardia.

## Trama

### Escenario y personajes
Al igual que su predecesor Thief: The Dark Project, Thief II está ambientado en una metrópolis steampunk llamada City, cuya apariencia se asemeja a la de las ciudades de la época medieval y victoriana. La magia y la tecnología a vapor coexisten, y tres facciones—los manipuladores y enigmáticos Guardianes, los tecnológicamente-obsesivos Hammeritas y los adoradores "paganos" del dios Tramposo, que recuerda al dios Pan—operan en la ciudad. Thief II transcurre un año después del primer juego. A raíz de la derrota del Tramposo y el fracaso de su plan para revertir el mundo a un estado salvaje y primitivo, una brecha en la religión Hammerita genera la secta "Mecanicista", que valora fanáticamente el progreso tecnológico. Los nuevos inventos de los Mecanicistas son utilizados por una fuerza policial resurgente para tomar medidas enérgicas contra el crimen. Los paganos están en desorden y han sido expulsados al desierto más allá de la Ciudad. A partir de ahí, se involucran en una guerra de guerrillas contra los Mecanicistas. La facción Keeper está inactiva cuando comienza el juego. 
El juego continúa la historia de Garrett (con la voz de Stephen Russell), el cínico maestro ladrón que derrotó al Tramposo. Persiguiendo a Garrett está el nuevo sheriff, Gorman Truart (con la voz de Sam Babbitt), quien ha impuesto una política de tolerancia cero con el crimen. Viktoria (con la voz de Terri Brosius), la antigua aliada del Tramposo, finalmente se une a Garrett para combatir a los Mecanicistas. El principal antagonista del juego es el fundador de los Mecanicistas, el padre Karras (también expresado por Russell), un inventor mentalmente inestable que desprecia el mundo natural.

### Historia
El juego comienza con Garrett continuando con su vida como ladrón. Sin embargo, es traicionado por su comprador y emboscado después de una misión, y determina que Truart, el sheriff local, lo está persiguiendo. Los guardianes llevan a Garrett a escuchar una profecía sobre la "Era de los Metales", que él ignora. Cuando Garrett se retira, Artemus, el Guardián que lo trajo a la orden, le informa que Truart había sido contratado para matarlo, y le da a Garrett una carta que lo dirige a escuchar a escondidas una reunión de Mecanicistas. Allí, Garrett oye a Truart y al padre Karras discutiendo la conversión de la gente de la calle en "Servidores" sin razón, que usan máscaras que emiten un vapor rojo capaz de reducirse a sí mismos y a cualquier material orgánico cercano a óxido. Truart promete proporcionarle a Karras veinte víctimas para el proyecto Servant, sin darse cuenta de que Karras está grabando sus palabras para usarlas en un chantaje. Garrett roba la grabación de una caja de seguridad para obligar a Truart a revelar a su empleador.
Sin embargo, Garrett encuentra a Truart asesinado en su propiedad. La evidencia en la escena del crimen lo lleva a espiar a un oficial de policía, el teniente Mosley. Garrett ve a Mosley entregar una carta sospechosa, que un pagano herido lleva a través de un portal. Garrett entra al portal y se encuentra fuera de la Ciudad, y sigue el rastro de sangre del pagano hasta Viktoria, quien convence a Garrett de que se una a ella contra los Mecanicistas. Siguiendo una pista de Viktoria, se infiltra en la oficina de Karras para aprender sobre el "Proyecto Cetus", y sin darse cuenta descubre que Karras está otorgando Sirvientes a los nobles de la Ciudad. Garrett viaja a una base Mecanicista para obtener más información sobre el Proyecto Cetus, que es revelado ser un submarino. Para localizar y secuestrar a un Mecanicista de alto rango llamado Hermano Cavador, Garrett se esconde en el vehículo.
Después de entregar a Cavador a Viktoria, Garrett roba una máscara de Servant para aprender sobre una tecnología mecánica llamada "Cultivador". Mientras tanto, Karras se esconde dentro de la catedral Mecanicista en preparación para su plan. Garrett y Viktoria se enteran de que son los Cultivadores dentro de las máscaras de Servant los que emiten vapor rojo o "gas de óxido". Karras había proporcionado Servants a los nobles con jardines para desencadenar una reacción en cadena apocalíptica. Viktoria planea atraer a los Servants a la catedral Mecanicista herméticamente sellada antes de que Karras active sus máscaras, pero Garrett cree que esto es demasiado peligroso y se va. Viktoria se dirige sola a la catedral y muere mientras la llena de plantas, y Garrett completa su plan, matando a Karras en el gas oxidado. Después, Artemus se acerca a Garrett y le explica que el plan de Karras y la muerte de Viktoria habían sido profetizados. Garrett exige conocer el resto de las profecías de los Guardianes mientras termina el juego.

## Desarrollo

### Producción temprana
Looking Glass Studios comenzó a diseñar Thief II en enero de 1999. El objetivo del equipo era construir sobre la base de Thief: The Dark Project, un juego que el director del proyecto Thief II, Steve Pearsall, dijo más tarde que era un experimento. Explicó que el equipo había jugado a lo seguro al incluir ciertas misiones de "exploración ... u orientadas a la aventura" con "rompecabezas de salto y escalada" en Thief, y que el nuevo juego estaba significativamente más enfocado en el sigilo. Se le dio menos protagonismo al combate que en el original. Basado en los comentarios de los jugadores y revisores de Thief, el equipo decidió reducir el uso de niveles laberínticos y monstruos como zombis en favor de entornos urbanos y enemigos humanos. Pearsall declaró que los monstruos de Thief fueron recibidos negativamente porque, a diferencia de los enemigos humanos del juego, no indicaban claramente cuándo notaban al jugador. El equipo buscó remediar este problema mejorando las pistas auditivas dadas por enemigos no humanos en la secuela.
La producción de Thief II comenzó en febrero. Looking Glass eligió componer el equipo del juego de "la mitad de los diseñadores originales y la mitad de sangre nueva", según el productor ejecutivo James Poole. La empresa trató de seleccionar personas que encajaran bien tanto personal como creativamente, en un intento de garantizar un ciclo de desarrollo fluido. El editor en jefe de Adrenaline Vault, Emil Pagliarulo, fue contratado como diseñador junior, en parte debido a su crítica positiva de Thief. Rich "zdim" Carlson e Iikka Keränen se unieron del equipo Daikatana de Ion Storm, y el contratista de Looking Glass, Terri Brosius, fue contratado como diseñador a tiempo completo. Un tercio del equipo eran mujeres, lo que Pearsall creía que contribuía a una fuerte dinámica de grupo. Como era típico en Looking Glass, el equipo de Thief II trabajó en un espacio sin paredes llamado "pozo", lo que les permitió conversar fácilmente. Al describir el ambiente de trabajo en ese momento, la escritora Laura Baldwin señaló que "las conversaciones se precipitan locamente por la habitación, [y] cuando alguien está demostrando algo interesante, todos se acercan para mirar".
Durante los primeros meses de desarrollo, el equipo se reunía regularmente para ver películas pertinentes al personaje de Garrett y al diseño visual del juego, como El Tercer Hombre, El Castillo de Cagliostro, M y Metropolis. Pearsall dijo que las dos últimas películas fueron las "mayores influencias estéticas" de Thief II, mientras que la principal inspiración para su trama fue la novela de Umberto Eco El nombre de la rosa. El equipo también se inspiró en Fafhrd y el Ratonero Gris de Fritz Leiber. La historia del juego se escribió en una estructura de tres actos: Garrett tenía la intención de hacer la transición de su "yo cínico" en el primer acto a un investigador privado en el segundo y a un personaje similar a James Bond en el tercero. La tecnología y la arquitectura de la ciudad se vieron influenciadas por la apariencia del Londres victoriano, y ciertas áreas recibieron un tema Art Déco para proporcionar "una sensación parecida a Batman", en referencia a la película de 1989 . El artista principal Mark Lizotte capturó más de dos mil fotografías durante sus vacaciones en Europa, y estas fueron la base de muchas de las texturas del juego.
Thief II se creó con la tercera iteración de Dark Engine, que se había utilizado anteriormente para Thief y System Shock 2. Según Pearsall, Dark Engine se había convertido en "un entorno de desarrollo muy bien entendido", lo que facilitó el proceso de producción. Las actualizaciones del motor creadas para System Shock 2, como la compatibilidad con color de 16 bits, se transfirieron a Thief II. El modelo de personaje promedio en Thief II recibió casi el doble de polígonos que el modelo promedio en Thief, con muchos de los detalles agregados enfocados en las cabezas de los personajes. Este fue un intento de dar a los personajes un aspecto "más orgánico". Ciertas rutinas de inteligencia artificial (IA) escritas en Dark Engine, que permitían a los enemigos notar cambios en el entorno, como puertas abiertas, no se habían utilizado en Thief o en System Shock 2, pero se implementaron en Thief II . Se agregaron efectos meteorológicos como niebla y lluvia, y se utilizó tecnología de Flight Unlimited III para generar el cielo y las nubes.

### Anuncio y el desarrollo continua
Thief II fue anunciado durante la Electronic Entertainment Expo el 13 de mayo de 1999, como parte de un contrato entre Looking Glass y Eidos Interactive para lanzar cuatro nuevos juegos en la serie Thief, comenzando con Thief Gold. El acuerdo se firmó el 7 de mayo, aproximadamente tres meses después de que Thief II entrara en producción. En el piso de exhibición se mostró una demo técnica del juego, que Bruce Geryk de Games Domain describió como "alrededor de tres habitaciones con algunos magos". La demo se usó para mostrar el Dark Engine actualizado, que incluía soporte para iluminación de colores, modelos de polígonos más altos y entornos más grandes. El equipo reveló su intención de incluir más niveles con enemigos humanos, y anunció una fecha de lanzamiento prevista para la primavera de 2000. En la feria también se detallaron los planes para incluir un modo multijugador cooperativo. Jason Bates de IGN señaló que la exhibición de Thief II atrajo "un poco de revuelo y una pequeña multitud de espectadores dedicados".
Para julio, el equipo había comenzado la construcción inicial de los niveles del juego. El mayor enfoque en sigilo requería nuevos conceptos de diseño de niveles: la mayoría de las misiones basadas en el sigilo en Thief se habían centrado en el robo urbano, pero Pearsall explicó que esto "cansaría bastante rápido" si se repetía en todos los niveles. El equipo diversificó Thief II diseñando misiones con objetivos como el secuestro, el chantaje y el espionaje. Los dos primeros niveles se diseñaron para presentar a los nuevos jugadores la mecánica básica del juego sin problemas, sin una misión tutorial que pudiera perder el interés de los jugadores experimentados. Al crear una misión, el equipo a menudo comenzaba decidiendo el objetivo del jugador, después de lo cual producía un diseño de nivel aproximado. Luego, la misión se sometería a una revisión por pares para determinar si debería agregarse al juego. Cada uno de los niveles del juego fue un esfuerzo de equipo en lugar del trabajo de un solo diseñador. El diseñador Randy Smith explicó que, si bien los niveles de Thief habían sido diseñados para adaptarse a una historia preexistente, el equipo de Thief II "primero trató de pensar en misiones realmente buenas" y luego ajustó la trama para que se adaptara a ellas. Señaló que era muy difícil armonizar las dos. 
El equipo de sonido del juego estuvo compuesto por Kemal Amarasingham, Damin Djawadi y el director de audio Eric Brosius. Según Brosius, cada miembro del departamento de audio hacía "todo", sin demarcaciones claras entre roles. Al igual que Thief, Thief II cuenta con un motor de sonido que simula la propagación en tiempo real. Para lograr este efecto, la geometría de cada nivel se ingresó tanto al editor de niveles como a una "base de datos [de sonido] separada", que trazó un mapa de cómo se propagaría el sonido de manera realista en función de "las características físicas de la sala [... y] cómo todos los diferentes las habitaciones y las áreas están conectadas entre sí". Por ejemplo, el ruido viaja libremente a través de una puerta abierta pero se bloquea cuando la puerta está cerrada. El equipo usó la nueva función de "oclusión" en EAX 2.0 para hacer que el sonido de Thief II sea más realista y permitir que el jugador escuche a través de las puertas. El juego presenta más efectos de sonido, música y voz que el Thief original. La partitura de Thief II, al igual que la de su predecesor, fue diseñada para "difuminar [el sonido] ambiental y la música". Sin embargo, Brosius declaró más tarde que, mientras que Thief se compone de bucles "simples e hipnóticos" de solo unos segundos de duración, Thief II presenta piezas más largas y construidas "más cuidadosamente". Creía que este método tenía aspectos positivos, pero que daba como resultado un entorno de audio menos inmersivo.
El artista Dan Thron volvió a crear las escenas del juego, con la ayuda de Jennifer Hrabota-Lesser. Thron luego llamó a Hrabota-Lesser "uno de los mejores artistas que he visto". Las escenas, que Computer Games Magazine calificó como "únicas", presentan múltiples capas de obras de arte y metraje de actores en vivo filmados contra una pantalla verde. Estos componentes se combinaron y animaron en Adobe After Effects . La técnica había sido desarrollada para el Thief original, como una evolución de la sugerencia del diseñador Ken Levine de usar escenas cinemáticas animadas. Las películas de David Lynch Eraserhead y El Hombre Elefante fueron influencias importantes en su estilo.

### Últimos meses
En octubre de 1999, el equipo eliminó la función multijugador del juego. Pearsall explicó que Looking Glass no "tenía los recursos para hacer un nuevo tipo de multijugador y lanzar un juego para un jugador finamente ajustado". Los planes se anunciaron en enero de 2000 para lanzar un juego Thief solo para multijugador poco después de la finalización de Thief II . A medida que continuaba el desarrollo de Thief II, Looking Glass experimentó problemas financieros extremos. Marc LeBlanc de la compañía dijo más tarde que "Eidos estaba escribiendo un cheque cada semana para cubrir nuestra tasa de consumo" durante los últimos meses del proyecto. El costo final del juego fue de aproximadamente $ 2,5 millones. Según el director de la compañía, Paul Neurath, Eidos informó a Looking Glass que "no era una opción" que Thief II se perdiera su fecha de lanzamiento, y que habría "consecuencias nefastas si [nos] perdiéramos incluso un día". Un empleado anónimo de Looking Glass le dijo más tarde a Salon.com que Eidos "básicamente nos dijo que enviáramos [Thief II ] antes de su trimestre fiscal o moriríamos".
En enero, Pearsall confirmó que el juego había alcanzado la versión beta y que la mayor parte de la energía del equipo se estaba gastando en "afinar, pulir y corregir errores". Señaló a principios de febrero que Thief II se había producido casi en su totalidad según lo programado. La compañía se retrasó cerca del final del proyecto, a causa de las apresuradas fechas de lanzamiento, cosa que derivó en un "crunch" para compensar la pérdida. El 24 de febrero, el productor de Thief II, Michael McHale, anunció que el juego había alcanzado la "feature freeze" y que el equipo estaba en "modo super crunch". Numerosos probadores de juegos de Eidos se unieron al proyecto. Sin embargo, McHale dijo que el equipo estaba lleno de energía y que "los ánimos [estaban] altos". Ciertos empleados durmieron en la oficina y evitaron bañarse para que el juego pudiera llegar a su fecha límite de marzo. Más tarde, LeBlanc declaró su creencia de que el juego fue apresurado y que, como resultado, su calidad se vio afectada. Sin embargo, el equipo logró su objetivo, y el juego fue lanzado el 23 de marzo de 2000. Eidos agilizó el pago de la empresa por completar el juego.

## Recepción
Thief 2 debutó en lo más alto de la lista de los más vendidos para juegos de computadora, y sus ventas iniciales fueron mejores que las de su exitoso predecesor comercial. En noviembre de 2000, sus ventas mundiales habían superado las 220.000 copias; PC Zone describió estas cifras como "aclamación comercial". Estados Unidos por sí solo representó 67.084 ventas a fines de 2000, lo que generó ingresos por $2,37 millones. Más tarde, el juego recibió un premio de ventas "Plata" de la Asociación de editores de software de entretenimiento y ocio (ELSPA), que indica ventas de al menos 100.000 copias en el Reino Unido. Thief II también recibió reseñas positivas de los críticos, con una puntuación total de 87/100 en Metacritic . 
Thomas L. McDonald de Computer Gaming World escribió que "todo en Thief II es más grande, más nítido, mejor y más efectivo" que en su predecesor. Disfrutó de su historia y llamó a sus niveles "vastos e intrincados", con una arquitectura "asombrosamente compleja y, a menudo, hermosa"; pero encontró que los gráficos del juego eran algo mediocres. McDonald resumió Thief II como un "juego de gamers" único. Jim Preston de PC Gamer US consideró que el juego estaba "más enfocado y pulido que el original", y elogió la eliminación de las "batallas de zombis". Si bien criticó sus gráficos, lo resumió como "un juego excelente".
Jasen Torres de GameFan escribió: "Si te gustó Thief, te encantará Thief 2: The Metal Age ; es más de las cosas que hicieron grande a Thief, con menos de las cosas molestas". Aplaudió la eliminación de las misiones de "asesino de zombis" y creía que el sonido del juego era "superior a cualquier otro juego". Consideró que su historia era "buena" pero "nada grandiosa" y sus gráficos "decentes"; pero comentó que el juego "realmente se trata de la jugabilidad", que elogió como "bastante convincente y divertido". Benjamin E. Sones de Computer Games Magazine consideró que la historia del juego era "bastante buena", pero criticó a Looking Glass por no detallar los eventos del primer juego para los nuevos jugadores. Escribió que los gráficos de Thief II eran aceptables pero que su diseño de sonido era "fenomenal". Sones elogió las misiones como "muy bien diseñadas" y señaló que daban la impresión de estar en "un mundo vivo que respira". Resumió: "Puede que no sea perfecto, pero Thief 2 lo tiene donde cuenta". 
Charles Harold de The New York Times calificó el juego como una "alternativa refrescante a los juegos que glorifican la violencia". Encontró que su historia era "ligera", pero elogió su mundo como "increíblemente vivo" y su IA como una "suplantación notable de inteligencia real". Escribiendo para GamePro, Barry Brenesal comentó que Thief II "brinda una experiencia de juego sólida" pero "no sorprende como su predecesor". Escribió que sus misiones presentaban una "gran variedad" y elogió su "capacidad para sugerir casualmente un mundo mucho más grande", pero se quejó de que eran lineales. Consideró que la escritura del juego estaba "entre las mejores en el negocio". Si bien Brenesal disfrutó de las texturas y la iluminación del juego, notó el escaso detalle de los modelos humanos del juego, cuyas animaciones encontró "artríticas". Paul Presley de PC Zone escribió que los niveles del juego eran más grandes pero más fáciles que los de Thief, y consideraba que sus objetivos eran algo lineales. Encontró que los gráficos de Thief II estaban anticuados y escribió que su falta de iluminación en tiempo real "tiende a dar a cada entorno una especie de calidad 'falsa'". Sin embargo, creía que el juego "todavía tiene suficiente atmósfera para sumergirte", y elogió su diseño de sonido. Presley consideró que el juego era una repetición directa de su predecesor, y terminó: "Nunca ha habido un caso más claro de secuela".
Jim Preston revisó la versión para PC del juego para Next Generation, calificándola con cuatro estrellas de cinco, y afirmó que "una jugabilidad excelente y acechante, nuevas herramientas útiles y un diseño de nivel inteligente hacen de Thief II un excelente juego de sigilo en primera persona". 

## Posterior al lanzamiento
Si bien Thief II tuvo un buen desempeño comercial, Looking Glass no recibió regalías durante varios meses. La compañía había tenido problemas financieros desde los fracasos comerciales de sus juegos autopublicados Terra Nova: Strike Force Centauri y British Open Championship Golf. El Vuelo Ilimitado III de Looking Glass había fracasado en la venta al por menor, y el desarrollo del Escuadrón de Ataque de Jane había superado el presupuesto y se había retrasado. Un acuerdo para desarrollar conjuntamente el juego de sigilo Deep Cover con Irrational Games se había derrumbado recientemente. Según Tim Stellmach de Looking Glass, el retraso en las regalías de Thief II "nos enfrentó a la posibilidad de quedarnos sin dinero". La gerencia de Looking Glass firmó un acuerdo en el que Eidos Interactive adquiriría la compañía, pero Eidos cayó en una crisis financiera repentina, en parte debido al fracaso del juego de $40 millones Daikatana de Ion Storm. Estos factores llevaron al cierre de Looking Glass el 24 de mayo de 2000, con los planeados sucesores de Thief II, Thief II Gold y Thief III, cancelados.

### Entregas posteriores
La serie Thief había sido planeada como una trilogía, y el trabajo en Thief III estaba "en una etapa bastante avanzada" cuando se cerró Looking Glass, según Keith Pullin de PC Zone . Randy Smith y Terri Brosius fueron designados como diseñadores principales y desarrollaron el concepto del juego durante varios meses. En una carta abierta publicada después de la quiebra de la empresa, Smith escribió que el tercer juego habría tenido lugar en una "ciudad abierta y autodirigida", y que su trama se habría centrado en los Guardianes. Brosius sugirió que Thief III habría visto a Garrett "aceptando que sus acciones tienen consecuencias", y que probablemente se habría vuelto "listo para dar, en lugar de tomar siempre". El jugador habría descubierto la historia del juego gradualmente, mientras exploraba un entorno libre. Se habían hecho planes serios para incluir multijugador cooperativo, y un nuevo motor, Siege, estaba en producción. Cuando Looking Glass cerró, sus activos se liquidaron y la propiedad intelectual de Thief se vendió en una subasta. Esto planteó dudas de que la trilogía Thief se completaría, una situación que el escritor de Salon.com Wagner James Au comparó con el cierre de Lucasfilm después del lanzamiento de The Empire Strikes Back . Sin embargo, siguiendo los rumores, Eidos anunció el 9 de agosto de 2000 que había comprado los derechos de Thief.
El desarrollo de Thief III se delegó en Ion Storm, supervisado por Warren Spector, que recientemente había completado Deus Ex. Según Spector, Thief III habría sido entregado a Core Design o Crystal Dynamics si no lo hubiera aceptado. El juego fue anunciado para Windows y PlayStation 2 . El 10 de agosto, Spector comentó que el primer objetivo de Ion Storm era reunir un equipo central, compuesto en parte por ex empleados de Looking Glass, para diseñar y tramar el juego. Los miembros del equipo Thief II Randy Smith, Lulu Lamer, Emil Pagliarulo y Terri Brosius fueron contratados para comenzar el proyecto. El 16 de agosto, Ion Storm anunció sus contrataciones y declaró que el trabajo conceptual en Thief III comenzaría en septiembre. El equipo planeó "envolver [los] cabos sueltos" de la serie, y se basaron directamente en el trabajo conceptual de Thief III realizado en Looking Glass. Thief III finalmente pasó a llamarse Thief: Deadly Shadows, y se lanzó para Windows y Xbox el 25 de mayo de 2004.
En mayo de 2009, después de varios meses de rumores, el desarrollador de Deus Ex: Human Revolution, Eidos Montréal, anunció un cuarto juego de la serie Thief. Fue presentado en la edición de abril de 2013 de Game Informer . El juego, titulado Thief, es un reinicio de la serie Thief; y no presenta a los Hammeritas, paganos o Guardianes. Su trama sigue a Garrett (con la voz de Romano Orzari en lugar de Stephen Russell) después de un accidente que deja a su protegida, Erin, desaparecida. Garrett tiene amnesia después de este incidente, y la ciudad se ve acosada por una plaga llamada Gloom. El juego se lanzó para Windows y Xbox 360, PlayStation 3, Xbox One y PlayStation 4 en febrero de 2014.

### Expansión hecha por Fanáticos
Poco después de la quiebra de Looking Glass, un grupo de fanáticos llamado Dark Engineering Guild comenzó a desarrollar un mod de expansión para Thief II, titulado Thief 2X: Shadows of the Metal Age . Inicialmente, esperaban llenar el vacío dejado por la cancelación de Thief III, a causa de las pocas ventas que el segundo juego tuvo a consideración del gasto de la compañía en este, pero continuaron trabajando en el mod después del anuncio y lanzamiento de Thief: Deadly Shadows . Lanzado en 2005 después de cinco años de desarrollo, el mod sigue a Zaya, una joven a la que roban mientras visita la ciudad y que luego busca venganza. Tiene como mentora a un ermitaño pagano llamado Malak, que la entrena como ladrona pero que tiene motivos ocultos. El equipo diseñó a Zaya para que fuera físicamente capaz y tuviera un "aspecto de Oriente Medio/Norte de África", pero hizo un esfuerzo por evitar las similitudes con Mulan. Cronológicamente, la historia comienza cerca del final de Thief y termina a la mitad de Thief II, representando así el ascenso de Gorman Truart y los primeros días de los Mecanicistas. Thief 2X presenta 13 misiones, con nuevas escenas animadas y aproximadamente 3000 nuevas líneas de diálogo grabado, toda una proeza para el entorno de modding de la saga, siendo algo que no constaba de precedentes de ningún tipo.
El mod fue elogiado por la crítica y por la comunidad de fanáticos de Thief. Brett Todd de PC Gamer US le otorgó "Mod del Mes" y escribió: "No tiene el atractivo misterioso de los juegos originales, pero está terriblemente cerca". Un escritor de Jolt Online Gaming elogió las imágenes del mod y consideró que sus misiones estaban "increíblemente bien diseñadas". Si bien el escritor comentó que Thief 2X no siguió perfectamente el tono de la serie y que su actuación de voz "no fue la mejor", terminó diciendo que los fanáticos de la serie Thief "no tenían excusa para no jugar T2X ". Kieron Gillen de PC Gamer UK escribió que esperaba que se cancelara el mod, dado que "la web está llena de [...] obras maestras terminadas en un cinco por ciento de personas que apuntaban demasiado, demasiado alto". Después de Thief 2X, lo elogió como el mejor trabajo de los fanáticos de Thief y como "uno de los logros más impresionantes de cualquier comunidad de fanáticos para cualquier juego". 
- The Dark Mod
- Jugabilidad emergente
- Simulación inmersiva